# 結婚詐欺
結婚詐欺（けっこんさぎ）とは、詐欺のひとつ。ロマンス詐欺やアカサギともいう。結婚する意思がないにもかかわらず、結婚を餌にして相手に近づき、騙して金品を巻き上げたり、返済の意志もないのに金品を借りたりする。

## 手口
代表的な手口として、「結婚前に清算しなければならない借金がある」「結婚を機に独立するつもりなので開業資金が必要」「株や先物取引で失敗して金が必要」などと偽り、金品を騙し取る。また、これと同様にクレジットカードやサラ金カードを相手に渡した結果、多額の借金を背負わされたり、金を渡した相手と連絡が取れなくなり、あとで被害を受けたと発覚するケースがある。

## 国際結婚詐欺
国際結婚を持ちかけ、査証支給費用などの名目で金銭を騙し取る事件が発生している。こうした国際結婚詐欺の事例として、フィリピン国籍の被害者と日本国籍の加害者の事件や、中国籍の被害者と韓国籍の加害者の事件が挙げられる。